# نیروی آنتروپی
در فیزیک،نیروی آنتروپی یا نیروی درگاشتی در یک سیستم، از گرایش ترمودینامیک کل سیستم به افزایش درگاشت حاصل می‌شود، تا از یک نیرو میکروسکوپیک خاص.
برای نمونه، انرژی درونی گاز ایده‌آل تنها به دمای آن بسته است و نه به حجم محفظه آن؛ بنابراین این اثر انرژی نیست که باعث افزایش حجم محفظه می‌شود و این نشانگر این است که فشار گاز ایده‌آل منشأ درگاشتی دارد.

## تعریف ریاضی
نیروی آنتروپی {\displaystyle \mathbf {F} } مرتبط با یک macrostate partition  {\displaystyle \{\mathbf {X} \}}
اینچنین تعریف می‌شود:
{\displaystyle \mathbf {F} (\mathbf {X_{0}} )=T\nabla _{\mathbf {X} }S(\mathbf {X} )|_{\mathbf {X} _{0}}}
که {\displaystyle T} نشانگر دماست و {\displaystyle S(\mathbf {X} )} درگاشت مرتبط با macrostate  {\displaystyle \mathbf {X} }  و {\displaystyle \mathbf {X_{0}} }  نشانگر macrostate فعلی است.